# Raymond Lawler
Raymond E. Lawler (Missouri, 22 febbraio 1888 – Massachusetts, 28 giugno 1946) è stato un calciatore statunitense, di ruolo attaccante.
Originario di St. Louis, Lawler fece parte della squadra del Christian Brothers College che conquistò la medaglia d'argento nel torneo di calcio dei Giochi della III Olimpiade del 1904.